# Pemphigus fuscicornis
Pemphigus fuscicornis är en insektsart som först beskrevs av Koch 1857. Enligt Catalogue of Life ingår Pemphigus fuscicornis i släktet Pemphigus och familjen långrörsbladlöss, men enligt Dyntaxa är tillhörigheten istället släktet Pemphigus och familjen pungbladlöss. Arten är reproducerande i Sverige. Inga underarter finns listade i Catalogue of Life.